# Wydra europejska
Wydra europejska (Lutra lutra), wydra – jedyny gatunek drapieżnego ssaka ziemnowodnego z rodziny łasicowatych (Mustelidae) rodzaju wydra (Lutra), którego przedstawiciele żyją w Polsce w stanie naturalnym.

## Występowanie i biotop
Występuje  prawie w całej Europie, w Azji od koła podbiegunowego do Japonii, na południu dochodzi do Wysp Sundajskich. Zamieszkuje również Afrykę Północną. Występuje na terytorium całej Polski, ale wszędzie jest bardzo rzadka. Związana jest ze środowiskiem wodnym. Spotkać ją można nad brzegiem Bałtyku, nad brzegami rzek, potoków, stawów i jezior. Buduje na ich brzegu nory, do których wejście znajduje się pod powierzchnią wody. Oprócz tego otworu wejściowego nory wydry posiadają jeszcze otwory wentylacyjne, umiejscowione pod korzeniami drzew. Czasami zajmuje też gotowe nory wykonane przez lisa czy borsuka.

## Charakterystyka

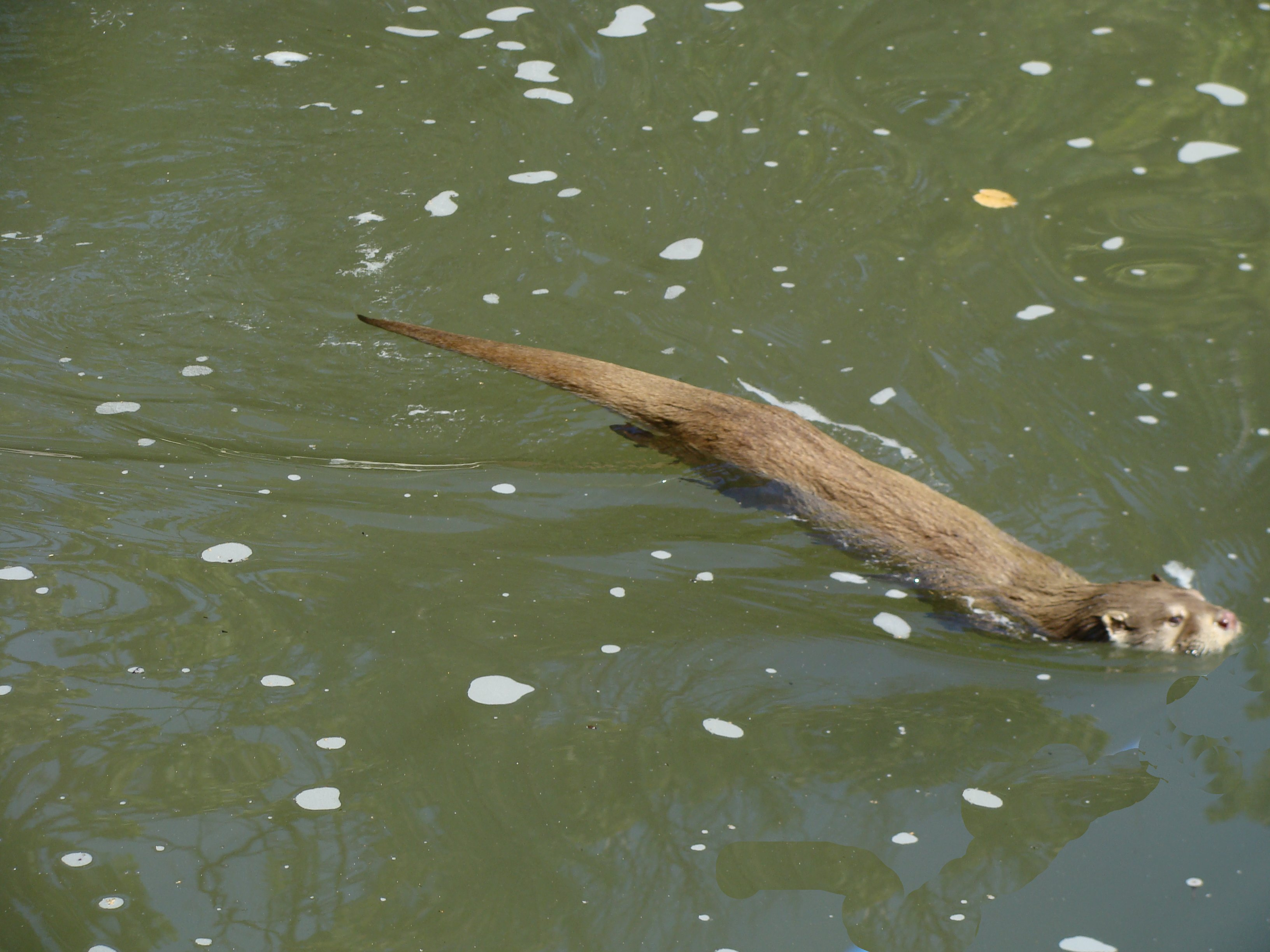
Pływająca wydra

### Rozmiary
Długość ciała: 75 – 90 cm, ogona 35 – 60 cm, masa ciała – około 10 kg. 

### Wygląd zewnętrzny
Górna część ciała ubarwiona na brunatno, spód ciała dużo jaśniejszy. Posiada długi giętki tułów oraz krótkie łapy. Jest doskonale przystosowana do życia w wodzie. Wydra posiada małe okrągłe uszy, które zamyka podczas nurkowania. Długi ogon służy jej do sterowania oraz napędu w wodzie. Przednie oraz tylne kończyny są pięciopalczaste, palce połączone są błoną pławną. Wydra posiada także długie włosy czuciowe, tzw. wibrysy. 

### Tryb życia
Prowadzi samotny tryb życia. Doskonale pływa. Główny jej pokarm stanowią ryby, ale uzupełnia pożywienie także gryzoniami, ptakami wodnymi i błotnymi. Na polowania wychodzi nocą. Od wody oddala się bardzo niechętnie. Jeśli jednak głód zmusi ją do szukania pożywienia, potrafi podejmować nawet dalekie wędrówki, w czasie których może polować również na drób domowy. Obecnie są to jednak bardzo rzadkie przypadki.

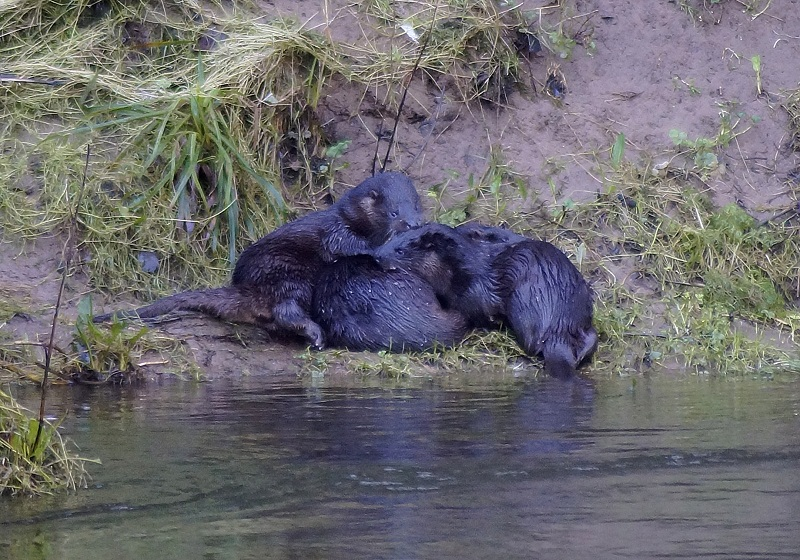
Matka z młodymi

### Rozród
Ciąża u samicy trwa od 9 do 10 tygodni. Samica rodzi, zwykle w maju lub w czerwcu, od 2 do 4 młodych. Są one ślepe po urodzeniu, oczy otwierają dopiero po 4 – 5 tygodniach. Usamodzielniają się dość szybko i wkrótce wraz z matką uczą się polować. Dojrzewają płciowo po 2 lub 3 latach. Żyją 10 – 15 lat.

## Podgatunki
Wyróżnia się jedenaście podgatunków wydry:
- L. lutra angustifrons Lataste, 1885
- L. lutra aurobrunneus Hodgson, 1839
- L. lutra barang F. G. Cuvier, 1823
- L. lutra chinensis Gray, 1837
- L. lutra hainana Xu & Lu, 1983
- L. lutra kutab Schinz, 1844
- L. lutra lutra (Linnaeus, 1758)
- L. lutra meridionalis Ognev, 1931
- L. lutra monticolus Hodgson, 1839
- L. lutra nair F. G. Cuvier, 1823
- L. lutra seistanica Birula, 1913

## Ochrona
W Czerwonej księdze gatunków zagrożonych Międzynarodowej Unii Ochrony Przyrody i Jej Zasobów został zaliczony do kategorii NT (bliski zagrożenia). W Polsce zgodnie z Rozporządzeniem Ministra Środowiska z dnia 28 września 2004 objęty był ochroną częściową z wyjątkiem osobników występujących na obszarze stawów rybnych, uznanych za obręby hodowlane w rozumieniu przepisów o rybactwie śródlądowym. Obecnie jest objęty ochroną częściową bez ograniczeń.

## Wydra w kulturze
Oswojoną wydrę zwaną Robakiem opisał w swoich pamiętnikach Jan Chryzostom Pasek.
Wydra nieokreślonego gatunku jest jednym z drugoplanowych bohaterów popularnego serialu Pingwiny z Madagaskaru.
Wydra bliżej nieznanego rodzaju występuje jako bohater drugoplanowy w filmie animowanym Zwierzogród.